# Delta (insecte)
Pour les articles homonymes, voir Delta (homonymie).
Genre
Delta est un genre d'insectes hyménoptères de la famille des Vespidae. Les guêpes du genre Delta comme celles du genre Eumenes sont des guêpes maçonnes de l’Ancien monde, principalement répandues à travers l’Afrique tropicale et l’Asie. Certaines espèces sont présentes dans la zone paléarctique, d'autres ont été introduites dans les zones néarctique et néotropicale. Les représentants de ce genre présentent un gastre metasomal allongé, comme ceux des genres Eumenes et Zeta.

## Liste d'espèces
Selon ITIS (1er mai 2010) :
- Delta campaniformis (Fabricius)
- Delta latreillei
- Delta pyriformis
- Delta unguiculata, grandes guêpes maçonnes de 20-25 mm, au corps jaune et noir, volant de juin à août[2].

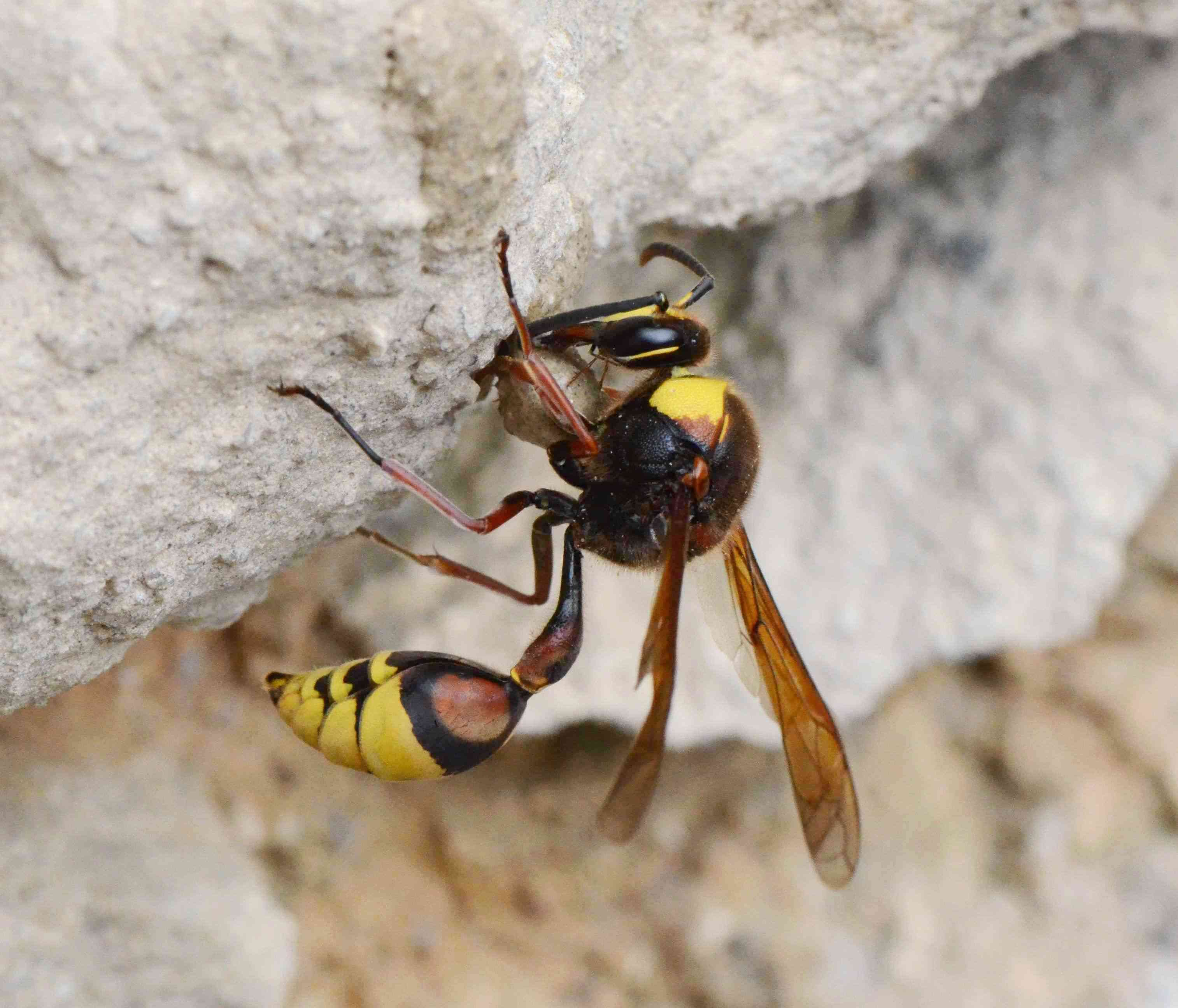
Delta unguiculatum